# Gino Munaron
Virginio Achille Munaron Lugli, meglio noto come Gino Munaron (Torino, 2 aprile 1928 – Valenza, 22 novembre 2009), è stato un pilota automobilistico italiano.

## Carriera
Ha debuttato alla Aosta-Gran San Bernardo nel 1949 con una CDMP Ford 4500, costruita da lui stesso e dal Conte Paolo Cordero di Montezemolo. Non è giunto al traguardo perché all'inizio del tratto sterrato dopo Saint-Rhémy alla prima curva è arrivato troppo veloce ed è finito nel fosso. Malgrado quest'inizio continua la carriera.
1951
Nel 1951 partecipa alla Mille Miglia con l'Alfa Romeo 2500 Tubolare in coppia con Franco Rol, ritirandosi a Viterbo per rottura del distanziale del cambio. Corre poi, con la Nardi 750 la Sassi-Superga vincendo la categoria 750 Sport.
1952
Corre il Giro di Sicilia con la Siata 8V Spider ufficiale, in coppia con Franco Rol, arrivando 2º di Classe 2000 Sport e 6º assoluto. Con la Siata 8V Coupé corre alla Mille Miglia, sempre con Rol, arrivando 3º di classe, Classe 2000 Sport, 11º assoluto.
La stagione prosegue con la 10 Ore Notturna Messinese, che corre con una Alfa Romeo 1900, in coppia con Dario Vico, arrivando 3º di Classe, Turismo Speciale, e 3º assoluti.
1953
Disputa la Mille Miglia con la Peugeot 203 ufficiale, in coppia con Lucio Finucci, arrivando 1º sottoclasse fino a 1300 cc.
Poi disputa la Coppa della Toscana, sempre su Peugeot 203, arrivando 3º di classe 1300 cc.
Segue il Giro dell'Umbria con la Peugeot 203, arrivando 2º di classe 1300.
Poi, Volante d'Argento, 4º di Classe 1500, sempre con la 203, poi la Susa - Moncenisio con la Nardi 750 Sport, senza carrozzeria, nella categoria "Corsa" arrivando 8º di classe. Nella stessa categoria, correva il vincitore assoluto con un'Alfa Romeo 4500 Compressore. Segue la Sassi-Superga con la Nardi Crowsley 750 Sport, stavolta con carrozzeria, dove vince la classe Sport.
1954
Rallye del Sestriere con Maserati GTZ 2000 Granturismo, 1º di Classe.
Coppa Mari e Monti a Genova con la Sport Conrero 2000, ritirato per rottura trasmissione. Coppa Michelin su Nardi 750 Corsa, ritirato per problemi elettrici.
Aosta-Gran S. Bernardo su Ermini 1100, 5º di Classe Sport.
Corsa della Foucille (F) su Nardi Corsa 750, 1ª Classe Corsa.
Sassi-Superga su Conrero Sport 2000, 1º di Classe 2000 e 2º assoluto; stessa gara anche con una Nardi 750 Corsa, 1º di Classe Corsa e 3º Assoluto.
1955
Rallye Neige e Glace Fiat 1100 103, Categoria Turismo, 4ª Classe fino a 2000.
Rallye del Sestriere Moretti 750, categoria Turismo, 4ª Classe 750.
Circuito di Caserta, Ferrari 500 Mondial 2000 Sport (#0556), 5º di Classe 2000 e 5º assoluto.
Gran Premio Shell di Imola Ferrari Mondial 2000 Sport (#0556), 5º di Classe 2000 e 5º assoluto.
12 Ore di Hyeres Partito con la Ferrari Mondial 2000 Sport (#0556), con cui si ritira rottura ingranaggi distribuzione alla sesta ora, dopodiché riparte con una Ferrari Monza 750 3000 Sport, la vettura di Canonica Jonneret della Équipe Nationale Suisse, che era molto attardata, terminando vincitore assoluto.
Circuito di Reggio Calabria, Ferrari Mondial 2000 Sport (#0556), 4º di Classe 2000 e 4º assoluto.
Treponti - Castelnuovo, Ferrari Mondial 2000 Sport (#0556), 5º di Classe 2000 e 6º assoluto. Lessolo - Alice, Fiat 1100 103, 5º di classe fino a 1300
1956
Coppa della Consuma su Ferrari 2000 Testarossa, 6º di Classe 2000, 6º Assoluto.
Giro di Sicilia su Ferrari 2000 Testarossa, ritirato per rottura del cambio.
1000 km di Parigi su Ferrari 750 Monza 3000, ritirato per incidente, al 41º giro, causato dal bloccaggio della ruota anteriore sinistra durante una frenata sul bagnato. Rottura della spalla destra, distacco delle costole dallo sterno. 37 giorni di fermo.
Trofeo Sardo Ferrari 2000 Testarossa, ritirato, mentre al comando, per rottura di una valvola. Circuito di Reggio Calabria, su Ferrari 2000 Testarossa, 3º di Classe 2000, 3º Assoluto.
Gran premio di Bari, su Ferrari 2000 Testarossa, 3º di Classe 2000, 3º Assoluto.
Giro delle Calabrie, Ferrari 2000 Testarossa, ritirato per rottura ammortizzatore posteriore. Gran Premio di Pescara, 15 agosto, su Ferrari 2000 Testarossa, 3º Classificato a 2,7" dal vincitore Robert Manzon (F) su Gordini.
10 Ore di Messina, Ferrari 2000 Testarossa, ritirato per rottura ammortizzatori posteriori. Circuito di Sassari, Ferrari 2000 Testarossa, 2º Classificato.
6 Ore di Castelfusano, Ferrari 2000 Testarossa, 8º Classificato, dopo una sosta di 25' ai box per problemi al magnete. Lessolo - Alice, Fiat Abarth 750, 4º di Classe 750 Turismo Speciale.
Trento - Bondone, Fiat Abarth 750, ritirato.
Treponti - Castelnuovo, Nardi Vignale GT 750, ritirato. Pontedecimo - Giovi, Nardi Vignale GT 750, 2º di Classe Granturismo.
6 Ore di Castelfusano, Nardi Vignale GT 750, 4º di Classe Granturismo.
Sassi - Traforo del Pino, Nardi Vignale GT 750, 2º di Classe Granturismo.
1957
Rallye del Sestriere, Maserati 2000 GTZ, 1ª Classe Granturismo 2000, 9º Assoluto.
Rallye Lion - Charbonnieres, Maserati 2000 GTZ, ritirato.
Giro di Sicilia su Ferrari 2000 Testarossa, 2ª Classe 2000 Sport, 4º Assoluto.
Mille Miglia, Ferrari 2000 Testarossa, 1ª Classe 2000 Sport, 8º Assoluto.
Circuito di Aspern (A), Ferrari 2000 Testarossa, 2ª Classe 2000 Sport, 3º Assoluto.
12 Ore di Reims (F), Ferrari 3000 TDF, 3º Classificato.
Circuito dello Schauinsland (A), Porsche 1500 RSK, 4º Classificato.
Gran Premio di Svezia Sport, Ferrari 2000 Testarossa, 2ª Classe 2000, 2º Assoluto.
Aosta - Gran San Bernardo, Porsche 550 RS, 6ª Classe 2000, 6º Assoluto.
Circuito di Sassari, Ferrari 2000 Testarossa, 3º Classificato.
3 ore di Pau, Ferrari 3000 TDF, 2º Classificato.
Sassi - Superga, Ferrari 2000 Testarossa, 1ª Classe 2000, 1º Assoluto.record della salita.
Gran Premio di San Paolo (BRA), Maserati 300 S, DNS per problemi alla trasmissione
Gran Premio di Rio de Janeiro (BRA), Maserati 300 S, 2º Classificato Assoluto dietro Juan Manuel Fangio.
1960
Debuttò nel mondiale di Formula 1 nel Gran Premio d'Argentina al volante di una Maserati 250F privata. Concluse la gara al tredicesimo posto. Dopo non essersi qualificato a Monaco disputò altri tre Gran Premi durante la stagione con una Cooper T51 della Scuderia Eugenio Castellotti. Il miglior risultato con questa vettura fu il quindicesimo piazzamento finale in Gran Bretagna. Nello stesso anno giunse al terzo posto nel Gran Premio di Buenos Aires, gara non inclusa nel calendario iridato.

## Risultati in Formula 1
| 1960 | Scuderia                            | Vettura                  |    |    |  |  |  |     |    |  |     |  |  | Punti | Pos. |
| ---- | ----------------------------------- | ------------------------ | -- | -- |  |  |  | --- | -- |  | --- |  |  | ----- | ---- |
| 1960 | Pilota privato Scuderia Castellotti | Maserati 250F Cooper T51 | 13 | NQ |  |  |  | Rit | 15 |  | Rit |  |  | 0     |      |

| Legenda | 1º posto     | 2º posto | 3º posto    | A punti         | Senza punti/Non class.  | Grassetto – Pole position Corsivo – Giro più veloce |
| Legenda | Squalificato | Ritirato | Non partito | Non qualificato | Solo prove/Terzo pilota | Grassetto – Pole position Corsivo – Giro più veloce |